# Flap
Os flaps (ou flapes) são dispositivos hipersustentadores que consistem de abas, ou superfícies articuladas, existentes nos bordos de fuga (parte posterior) das asas de um avião, os quais, quando abaixados e/ou estendidos, aumentam a sustentação e o arrasto ou resistência ao avanço de uma asa pela mudança na curvatura do seu perfil e pelo aumento de sua área.

## Utilização
Os flaps podem ser usados em dois momentos do voo:
1. Durante a aproximação para o pouso, em graduação (ajuste) máxima, permitindo que a aeronave reduza a sua velocidade de aproximação, evitando o estol (perda). Com isso, a aeronave pode tocar o solo à velocidade mais baixa possível para obter a melhor performance de frenagem.[2]
2. Durante a decolagem, em ajuste adequado para produzir a melhor combinação de sustentação (máxima) e arrasto (mínimo), permitindo que a aeronave percorra a menor distância no solo antes de atingir a velocidade de decolagem.[2]

Existem quatro tipos de flap que são utilizados na aeronaves: o simples, ventral, fowler e o fenda.
O flap que proporciona o maior aumento no coeficiente de sustentação é o fowler, ele desloca-se para trás e para baixo, aumentando além da curvatura, a área do aerofólio.

## Princípios da operação
A equação de sustentação geral de uma aeronave demonstra estas relações:
{\displaystyle L={\frac {1}{2}}\rho V^{2}SC_{L}}
onde:

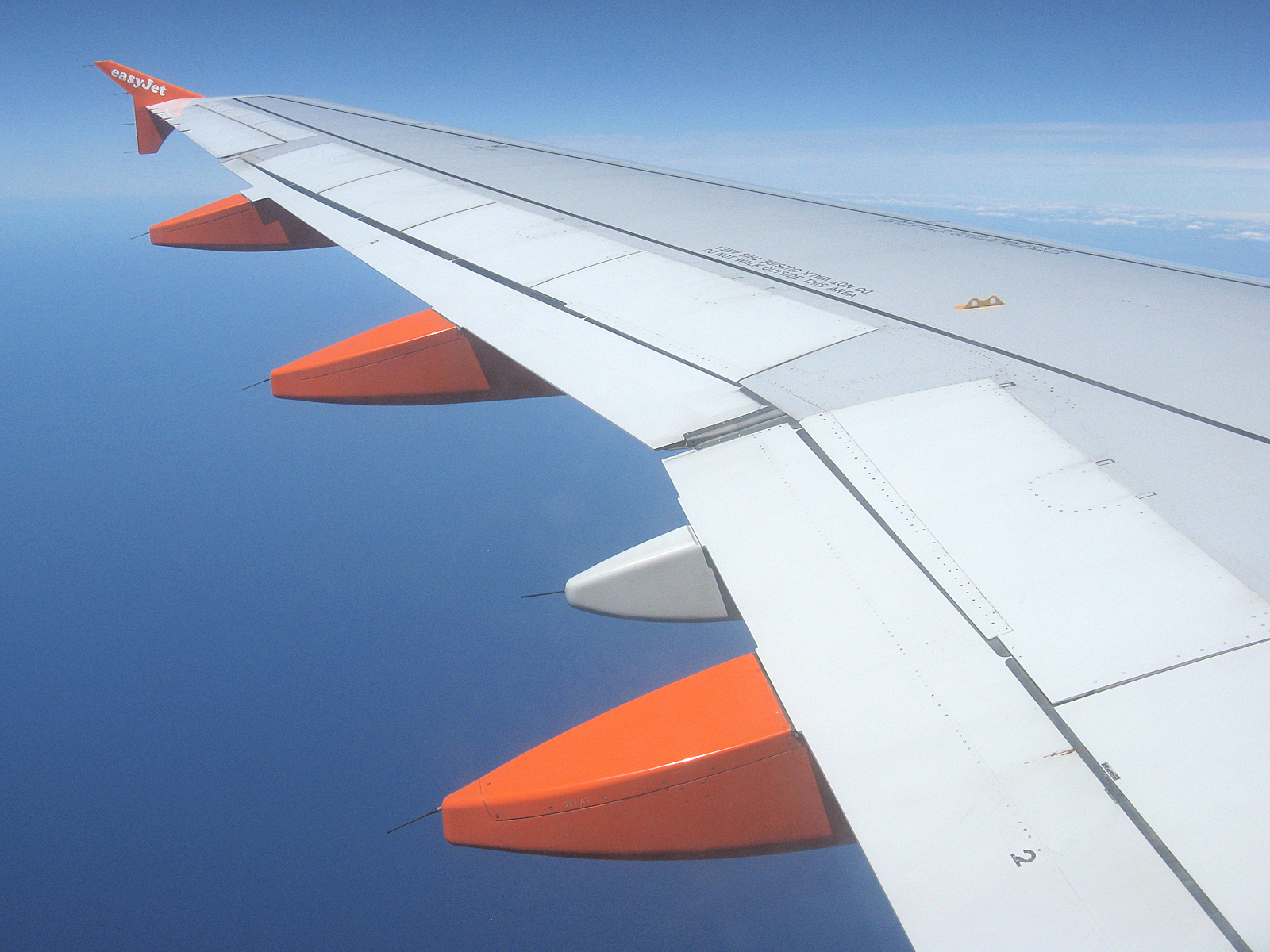
Os três pods de cor laranja são aerofólios que contém os mecanismos de trilho dos flaps. Os flaps (dois em cada lado, no Airbus A319) ficam imediatamente acima desses pods

- L é a quantidade de sustentação (Lift) produzida
- {\displaystyle \rho } é a densidade do ar
- V é a velocidade verdadeira da aeronave ou a "velocidade" da aeronave em relação ao ar
- S é a área da asa
- {\displaystyle C_{L}} é o coeficiente de sustentação, que é determinada pela forma do aerofólio utilizado e o ângulo no qual a asa encontra-se com o ar (ou ângulo de ataque).

Assim sendo, sabe-se que ao aumentar a área (S) e o coeficiente de sustentação ({\displaystyle C_{L}}), conseguimos uma quantidade similar de sustentação a ser gerada em uma menor velocidade (V).
Estender o flap também aumenta o coeficiente de arrasto da aeronave. Logo, para qualquer peso e velocidade, os flaps aumentam a força do arrasto. Os flaps aumentam o coeficiente de arrasto de uma aeronave devido ao alto arrasto induzido causado por uma distribuição de sustentação distorcida na asa com os flaps estendidos. Alguns flaps aumentam a área da asa e, para qualquer velocidade, isto também aumenta o componente de arrasto parasita do total de arrasto.

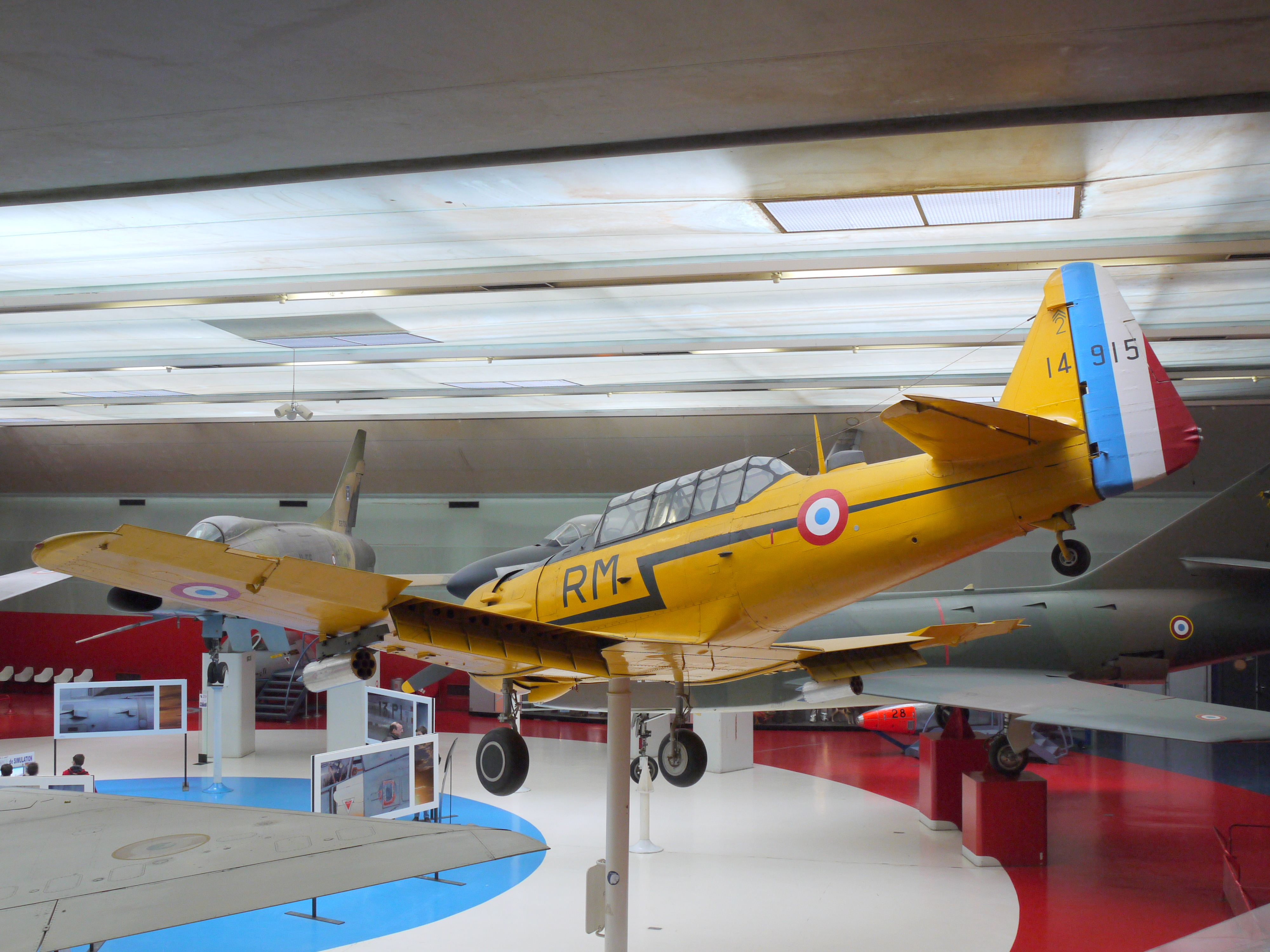
North American T-6 mostrando seus flaps do tipo split

### Flaps durante a decolagem
Dependendo do tipo de aeronave, os flaps podem ser parcialmente estendidos para a decolagem. Quando usado na decolagem, os flaps trocam distância de pista por razão de subida: ao utilizar os flaps, a quantidade de pista utilizada diminui, mas a razão de subida após a decolagem também diminui. A quantidade de flap usado na decolagem é específica para cada tipo de aeronave, e o fabricante irá sugerir limites e pode indicar que uma redução na razão de subida é esperada. O Manual de Operações do Cessna 172 (POH) recomenda 10° de flaps na decolagem, especialmente quando o solo é despreparado.

### Flaps durante o pouso

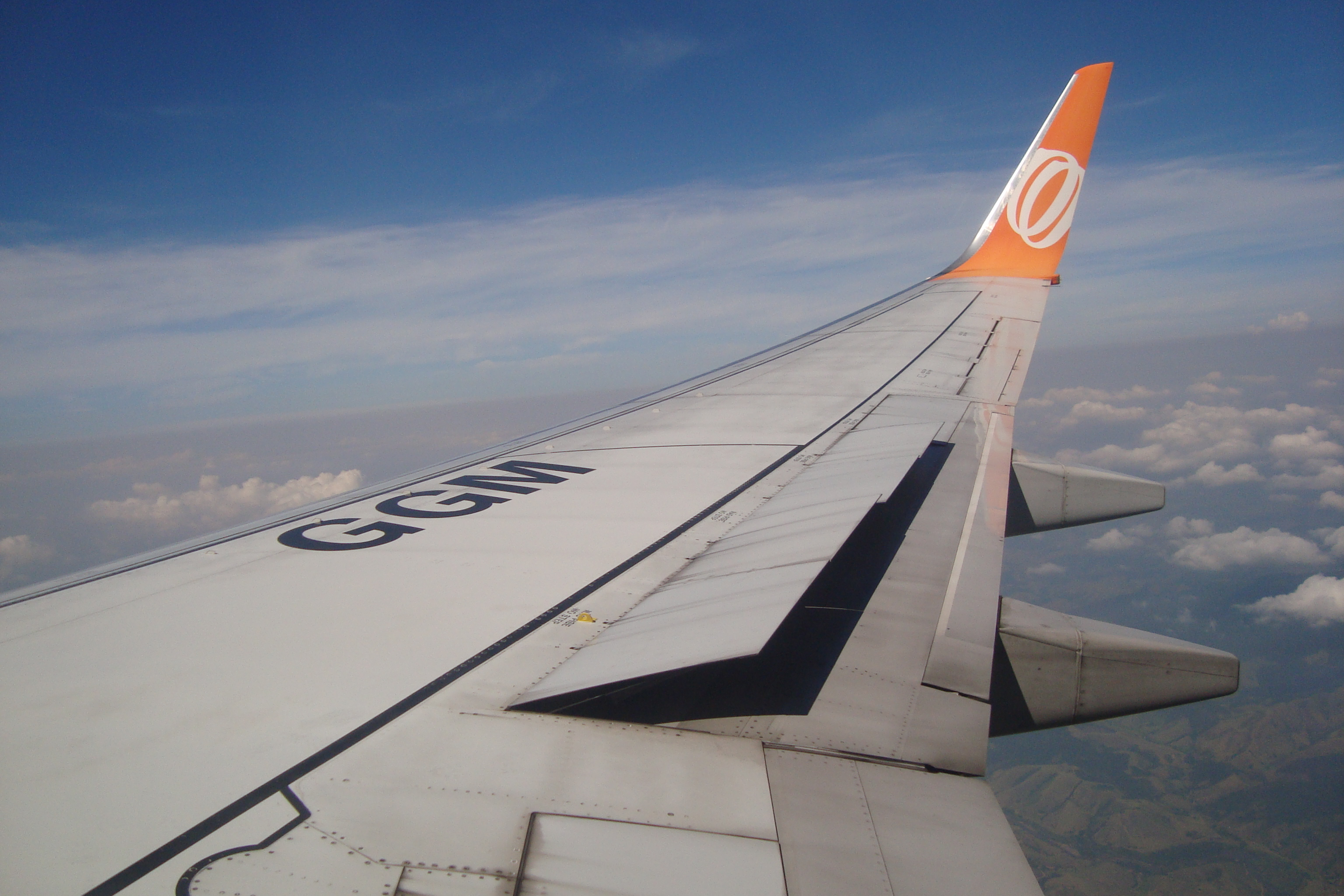
Flaps e winglet de um Boeing 737-800 da Gol Linhas Aéreas Inteligentes.

Os flaps podem ser completamente estendidos para o pouso, a fim de dar à aeronave uma menor velocidade de estol, de forma que a aproximação para o pouso possa ser feita de forma mais lenta, permitindo à aeronave pousar em distâncias menores. A sustentação e arrasto maiores associados com a extensão completa dos flaps permite uma aproximação mais lenta e mais íngreme para o local de pouso, mas impõe menor manobrabilidade em aeronaves com carga alar muito baixa (ex. ter pouco peso em uma grande área de asa). Vento perpendicular à direção do voo, conhecidos como ventos cruzados, causam o lado de barlavento da aeronave gerar mais sustentação e arrasto, fazendo com que a aeronave tenha uma tendência de rolar, guinar e sair de sua trajetória de voo. Este é o motivo pelo qual muitas aeronaves leves pousam com uma configuração menor de flap em condições de ventos cruzados. Além disso, uma vez que a aeronave encontra-se em solo, os flaps podem reduzir a efetividade dos freios, uma vez que a asa está ainda gerando sustentação e prevenindo que todo o peso da aeronave fique sobre os pneus, aumentando assim a distância de parada, especialmente em condições de pista molhada ou congelada. Normalmente, o piloto irá recolher os flaps tão logo seja possível para prevenir que isto ocorra.

## Flaps de bordo de ataque
Outras concepções mecânicas desse dispositivo incluem os chamados "flaps de bordo de ataque" (também chamados de "leading edge flaps"), que se assemelham a uma aba e que se desdobram (estendem) no bordo de ataque da asa. Embora esses flaps não abram fendas para a passagem de ar, eles permitem imprimir um formato mais recurvado ao bordo de ataque e ao extradorso da asa, aumentando a sustentação da aeronave.
Dependendo do tamanho da pista, pode ser necessário ajustar os flaps para o modo chamado full, para melhor ação e reação do fluxo de ar nas asas e precisão em pousos e decolagens.